# Seada Kedir
Seada Kedir (* 1988) ist eine äthiopische Marathonläuferin.
2010 wurde sie Dritte beim Stockholm-Marathon, Zweite beim Casablanca-Marathon und Vierte beim Singapur-Marathon. Im Jahr darauf wurde sie Dritte beim Goyang-Halbmarathon, Elfte beim Seoul International Marathon, Dritte beim Košice-Marathon und stellte beim Beirut-Marathon einen Streckenrekord auf. 2012 wurde sie erneut Elfte in Seoul und gewann mit 2:35:08 Stunden wieder den Beirut-Marathon.

## Persönliche Bestzeiten
- Halbmarathon: 1:12:20 h, 6. März 2011, Goyang
- Marathon: 2:31:38 h, 27. November 2011, Beirut